# Guillermo Luis del Palatinado-Landsberg
Guillermo Luis del Palatiando-Zweibrücken-Landsberg (en alemán : Wilhelm Ludwig von der Pfalz-Zweibrücken ; * 23 fevruari 1648 en Landsberg : † 31 Augusto 1675 en Mayzenhaym ) del género Casa de Wittelsbach es conde palatino y príncipe de Zweibrücken-Landsberg y Palatinado-Zweibrücken.
Es hijo del palatinado y del duque Federico Luis del Palatinado-Zweibrücken (1619-1681) y su primera esposa, Juliana Magdalena (1621-1672), hija del palatinado Juan II del Palatinado-Zweibrücken (16).
Wilhelm Ludwig murió antes que su padre el 31 de agosto de 1675 en Meisenheim a la edad de 27 años y fue enterrado en Meisenheim. No tiene herederos.

## Descendencia
Se casó el 14 de noviembre de 1672 en Maisenheim con Carlota Federica (* 2 de diciembre de 1653; † 27 de octubre de 1712 en Dermos), la hija del palatinado Federico del Palatinado-Zweibrücken († 1661) y la condesa Anna Sauenabar † 1667). Tienen 3 hijos:
- Carlos Luis (1673-1674)
- Guillermo Cristián (1674-1674)
- Guillermina Sofía (1675-1675)

- Datos: Q29360113